# Gabriela Alegre
Gabriela Patricia Alegre (nacida el 20 de octubre de 1960 en Ciudad de Buenos Aires) es una política argentina, militante por los Derechos Humanos y la ampliación de derechos civiles y sociales. Entre diciembre de 2007 y diciembre de 2015 se desempeñó como Legisladora de la Ciudad Autónoma de Buenos Aires. En 2014 fue designada Presidenta del Bloque del Frente para la Victoria. Desde inicios del 2016 es titular del Programa Bienes Culturales del Ministerio Público de la Defensa de la Ciudad de Buenos Aires.

## Biografía

### Trayectoria
Inició sus estudios secundarios en el Colegio Nacional de Buenos Aires, donde comenzó a militar en la Unión de Estudiantes Secundarios (UES), agrupación estudiantil peronista que integraba, junto con la Juventud Peronista, la Juventud Universitaria Peronista y otras, la llamada Tendencia Revolucionaria.
Producido el golpe militar del 24 de marzo de 1976, se exilió en julio de ese año en la ciudad de São Paulo, Brasil, junto a su madre y sus dos hermanos. Allí cursó parte de la carrera de Ciencias Sociales de la Universidad de São Paulo (USP) y trabajó en empresas dedicadas a la realización de encuestas y sondeos de opinión. Volvió al país definitivamente en abril de 1984. 
En 1987 nació su hijo Sergio y en 1988 su hijo Darío. Durante la década de 1990 realizó diversos trabajos de investigación periodística, y de redacción, corrección y edición de libros. También dirigió el newsletter "Formadores de Opinión", que hacía un relevamiento y análisis de las opiniones vertidas en los programas políticos de la televisión argentina.
Luego de participar y organizar diversas convocatorias para homenajear a las víctimas del terrorismo de Estado en Argentina y reclamar por “Memoria, Verdad y Justicia”, fundó en 1998 junto a otros exmilitantes y familiares de desaparecidos de su generación el organismo de Derechos Humanos "Buena Memoria Asociación Civil".
Desde 1998 hasta 2003 fue Coordinadora de la Comisión pro Monumento a las Víctimas del terrorismo de Estado, que proyectó y ejecutó el Parque de la Memoria de Buenos Aires, ubicado en la Costanera Norte de la Ciudad. Allí se instaló el monumento que lleva el nombre de los detenidos-desaparecidos y/o asesinados por el terrorismo de Estado en Argentina en las décadas de 1970 y 1980. Además, se colocaron un conjunto de esculturas conmemorativas, realizadas por artistas elegidos a través de un concurso internacional. En 2012 el Parque de la Memoria recibió el Premio Konex de Platino en la disciplina Entidades de Artes Visuales.

### Cargos públicos
En agosto de 2000, fue nombrada directora general de Derechos Humanos de la Ciudad Autónoma de Buenos Aires, inaugurando así el área que funcionará a partir de entonces dentro de la estructura jerárquica del Poder Ejecutivo porteño. En 2003 el área a su cargo adquirió el rango de Subsecretaria de Derechos Humanos. En ese ámbito, la tarea realizada abarcó temáticas como: respeto por la diversidad y no discriminación; derechos de los migrantes; derechos de las personas con discapacidad; políticas de Memoria vinculadas con graves violaciones a los Derechos Humanos; y asistencia a las víctimas de la violencia institucional (entre estos, los casos conocidos como de Gatillo fácil).
Durante el año 2007 tuvo a su cargo la Unidad de Promoción de los Derechos Humanos del Adulto Mayor en el Instituto Nacional de Servicios Sociales para Jubilados y Pensionados (INSSJP – PAMI).

### Actuación como legisladora
En diciembre de 2007 asume su primer mandato como diputada en la Legislatura de la Ciudad de Buenos Aires. Es reelecta para el período 2011-2015.
Durante su primer período integró las comisiones de Educación, Salud, Cultura y Desarrollo Económico. Fue además presidenta de la Comisión de Mujer, Infancia, Adolescencia y Juventud (2007-2009) y de la Comisión de Derechos Humanos (2009-2011). 
En diciembre de 2011 asume su segundo mandato como legisladora. Durante los dos primeros años de este período integra las comisiones de Cultura, Salud, Espacio Público y Descentralización, y preside la Comisión de Derechos Humanos. A partir de 2014, ya designada como Presidenta del Bloque del Frente para la Victoria, integra las Comisiones de Presupuesto, Planeamiento Urbano, Derechos Humanos y Junta de Ética.
En su actuación como diputada presentó, entre muchos otros, proyectos de ley vinculados con el financiamiento educativo, las cooperadoras escolares, la producción pública de medicamentos, la muerte digna, el impuesto a la vivienda ociosa, la regulación de los alquileres de inmuebles destinados a vivienda, la modificación del estatuto del personal de la Policía Metropolitana, y la creación de un marco legal para artistas callejeros.
No obstante haber integrado bloques que estuvieron siempre en minoría para lograr la sanción de leyes, obtuvo el consenso necesario para la aprobación de proyectos de su autoría o coautoría, entre los que se destacan:
Ley 3968 “Sistema de Vigilancia y Auditoría de las Muertes Infantiles”. La norma prevé mecanismos para el seguimiento inmediato de cada caso de muerte infantil en Ciudad. Sancionada en el año 2011.
Ley 4238 “Garantizar el desarrollo de políticas orientadas a la atención integral de la salud a personas intersexuales, travestis, transexuales y transgénero en 	el marco de la Ley Nacional 26.743, la Ley 153 y su decreto reglamentario y la Ley 418”. Sancionada en el año 2012.
Ley 4318 “Procedimiento para la atención integral de los abortos no punibles contemplados en los incisos 1º y 2º del Código Penal”. Tiene por objetivo garantizar a todas las mujeres y adolescentes el acceso al aborto en el sistema de salud de la Ciudad, cuando no es delito, esto es, en casos de peligro para la vida, peligro para la salud o cuando el embarazo es producto de una violación. Sancionada en 2012, fue vetada al mes siguiente a través del Decreto 504/012.
Ley 5227 “Promoción del Teatro Comunitario”. Reconoce al teatro comunitario como una actividad específica dentro de la actividad teatral y lo incorpora a la promoción existente por Proteatro, modificando la ley 156. Sancionada en 2014.
Ley 5240 “Centros Culturales”. Se crea el uso “Centro Cultural” para que estos establecimientos puedan obtener una habilitación acorde al tipo de actividad heterogénea que realizan. Sancionada en 2014.